# Golek, Črnomelj
Gólek je naselje v Občini Črnomelj.
Povprečna nadmorska višina naselja je 148 m.
Pomembnejša bližnja naselja so: Kvasica (1,5 km), Dragatuš (3 km) in Črnomelj (7 km).
V vasi se nahaja cerkev sv. Antona.